# Cheiridopsis umbrosa
Cheiridopsis umbrosa là một loài thực vật có hoa trong họ Phiên hạnh. Loài này được S.A.Hammer & Desmet mô tả khoa học đầu tiên năm 2002.